# Yang Wenjun
Yang Wenjun (Chinês Simplificado: 杨 文军, Jiangxi, 25 de dezembro de 1983) é um velocista chinês na modalidade de canoagem.

## Carreira
Foi vencedor das medalhas de Ouro em C-2 500 m em Atenas 2004 e Pequim 2008 junto com o seu colega de equipa Meng Guanliang.